# Ковінгтон (Техас)
Ковінгтон (англ. Covington) — місто (англ. city) в США, в окрузі Гілл штату Техас. Населення — 261 особа (2020).

## Географія
Ковінгтон розташований за координатами 32°10′45″ пн. ш. 97°15′39″ зх. д. / 32.17917° пн. ш. 97.26083° зх. д. (32.179115, -97.260853).  За даними Бюро перепису населення США в 2010 році місто мало площу 2,14 км², з яких 2,13 км² — суходіл та 0,02 км² — водойми.

## Демографія
Згідно з переписом 2010 року, у місті мешкало 269 осіб у 106 домогосподарствах у складі 78 родин. Густота населення становила 125 осіб/км².  Було 123 помешкання (57/км²).
Расовий склад населення:
| - 93,7 % — білих - 1,9 % — корінних американців - 0,4 % — азіатів - 3,3 % — осіб інших рас |

До двох чи більше рас належало 0,7 %. Частка іспаномовних становила 9,3 % від усіх жителів.
За віковим діапазоном населення розподілялося таким чином: 19,3 % — особи молодші 18 років, 60,6 % — особи у віці 18—64 років, 20,1 % — особи у віці 65 років та старші. Медіана віку мешканця становила 45,1 року. На 100 осіб жіночої статі у місті припадало 110,2 чоловіків;  на 100 жінок у віці від 18 років та старших — 99,1 чоловіків також старших 18 років.
Середній дохід на одне домашнє господарство  становив 64 312 долари США (медіана — 41 250), а середній дохід на одну сім'ю — 68 051 долар (медіана — 49 063). За межею бідності перебувало 22,5 % осіб, у тому числі 23,2 % дітей у віці до 18 років та 6,0 % осіб у віці 65 років та старших.
Цивільне працевлаштоване населення становило 111 осіб. Основні галузі зайнятості: освіта, охорона здоров'я та соціальна допомога — 18,9 %, виробництво — 15,3 %, публічна адміністрація — 12,6 %, науковці, спеціалісти, менеджери — 12,6 %.